# Арвід Поссе
Граф Арвід Рутгер Фредріксон Поссе (швед. Arvid Rutger Fredriksson Posse, 15 лютого 1820, Гельсінгборг — 24 квітня 1901, Стокгольм) — шведський державний і політичний діяч, прем'єр-міністр Швеції (19 квітня 1880 — 13 червня 1883). Лідер аграрної партії.

## Біографія
Син губернатора Мальмегус графа Фредріка Поссе і баронеси Шарлотти Беннет. До 1840 вивчав право в Лундському університеті після чого працював в судових установах Швеції. З 1847 року — член Верховного суду. У 1849 залишив державну службу і зосередився на веденні сільськогосподарського виробництва в своїх маєтках.
У 1856 — зайнявся політикою. Був обраний в Риксдагу Швеції. У 1858 став головою Банківського комітету. Протягом ряду років був найвідомішим і найвпливовішим членом риксдагу. З 1867 по 1875 — голова Урядової комісії та Спеціального парламенту, заступник голови виборчої комісії (Särskilda Utskottet).
У 1867 році депутати-аграрники і деякі депутати від поміщиків з другої палати об'єдналися в нову партію, під назвою: партія «сільських господарів» (Аграрна партія). Очолили партію поміщики — граф Арвід Поссе, Еміль Кей і землевласник Карл Іварссон. Партія «сільських господарів» стала проводити опозиційну політику по відношенню до уряду Луї де Геера, енергійно захищала інтереси хліборобів і боролася проти вищого чиновництва, великих землевласників і промисловців.
З 1876 — спікер парламенту.
19 квітня 1880 року зайняв пост прем'єр-міністра Швеції. З грудня 1880 по березень 1881 року, одночасно — міністр фінансів.
13 червня 1883 року подав у відставку.
Після відставки з поста прем'єр-міністра, в 1883—1889 роках був президентом апеляційного адміністративного суду Швеції.
У 1882—1890 роках обирався членом Першої палати (Första kammaren) Риксдагу як представник лена Південний Кальмар. Як депутат виступав проти введення тарифів на зерно в 1887 році, боровся за вільну торгівлю. Він також висловив свої симпатії за помірну реформу виборчого права.
Був обраний членом Шведської королівської академії сільського та лісового господарства (1879), почесним членом Королівського фізіографічного суспільства в Лунді (1878) і суспільства офіцерів Королівського військово-морського флоту (1880).